# Lac-Simon (kommun)
Lac-Simon är en kommun i provinsen Québec i Kanada. Den ligger i regionen Outaouais, i den sydöstra delen av landet, 70 km nordost om huvudstaden Ottawa.